# أرماندو بقيلة قطان
أرماندو بقيلة كاتان (16 ديسمبر 1944 - 30 نوفمبر 2015) رجل أعمال سلفادوري وزعيم ديني مسلم ووالد الرئيس السلفادوري الحالي نجيب بقيلة.

## النشأة
ولد أرماندو بقيلة قطان في سان سلفادور، في 16 ديسمبر 1944، وهو ابن أمبرتو بقيلة سلمان وفيكتوريا قطان دي بقيلة. كان والداه مسيحيين فلسطينيين من بيت لحم في سورية العثمانية هاجرا إلى السلفادور في بداية القرن العشرين ضمن أعداد كبيرة من المهاجرين. أكمل دراسته الثانوية في المدرسة الخاصة Liceo Salvadoreño.

## التعليم
وفي عام 1967 تخرج كطبيب في الكيمياء الصناعية من جامعة السلفادور.

## أعماله
أسس شركات مخصصة لصناعة النسيج والتجارة والأدوية والإعلان والإعلام. كما شارك أيضًا في الجهود الخيرية لنادي كيوانيس، وهي مؤسسة خدمة مجتمعية تجمع بين رجال الأعمال والمهنيين.

## قائد ديني
أسس بقيلة أربعة مساجد خلال حياته، بما في ذلك أول مسجد في السلفادور عام 1992. شغل منصب إمام الجالية الإسلامية السلفادورية وكان جزءًا من المنظمة الإسلامية لأمريكا اللاتينية ومنطقة البحر الكاريبي. وكان أحد الأعضاء المؤسسين لمجلس الأديان من أجل السلام في السلفادور.

## مؤلفاته
- أبجديات الإسلام

- توضيح المفاهيم في الفيزياء[7]

نشر كتاب بعد وفاته في 2017 بعنوان “النسبية الدقيقة للنقطة”، وهو عبارة عن تجميع موسع لأفكار بقيلة التي تم جمعها على حسابه على منصة X وبرنامجه “توضيح المفاهيم”.